# Indolalkaloide

Indol als Grundkörper der Indolalkaloide

Indolalkaloide bilden die größte Alkaloidgruppe. Zu ihr gehören weit mehr als 1000 Vertreter. Charakterisiert sind sie durch den Indol- oder Indolin- (2,3-Dihydroindol-)-Grundkörper. Entsprechend ihrer biogenetischen Herkunft aus Tryptophan tragen sie fast alle in Stellung 3 des Indolringes einen 2-Aminoethylrest, der meistens in einen oder mehrere, am Indol anellierte Ringe integriert ist.
Beispiele: Ajmalin, Ergotamin, Yohimbin, Reserpin, Strychnin, Ibogain
Einige Vertreter entstehen durch Verknüpfung von zwei substituierten Indolgrundkörpern. Sie werden als Bis-Indol-Alkaloide bezeichnet.

## Vorkommen in der Natur
Indolalkaloide kommen z. B. in der Steppenraute (Peganum harmala L.) vor. Darin finden sich Harman-Alkaloide, wie Harmin, Harmalin und Tetrahydroharmin. Die Kalabarbohne (Physostigma venenosum) enthält Physostigmin.:625–626 Einige Vertreter der Pflanzenfamilie Convolvulaceae, wie z. B. Ipomoea violacea und Turbina corymbosa, enthalten Mutterkornalkaloide.:39 Viele monoterpenoide Indolalkaloide findet man in drei Familien von zweikeimblättrigen Pflanzen: Apocynaceae (Rauvolfia und Catharanthus), Rubiaceae (Corynanthe) und Loganiaceae (Strychnos).:626:37–39
Indolalkaloide findet man auch in Pilzen. Psilocybinhaltige Pilze enthalten Derivate des Tryptamins und Claviceps enthält Derivate der Lysergsäure.:625–626  Die Haut mehrerer Echter Kröten (Bufo) enthält ebenfalls Tryptamin-Derivate  (Bufotenin). Die Haut von Bufo alvarius (einer Krötenart) enthält 5-Methoxy-N,N-dimethyltryptamin. Serotonin, ein wichtiger Neurotransmitter in vielen Tierarten, kann als ein einfaches Indolalkaloid betrachtet werden.:625

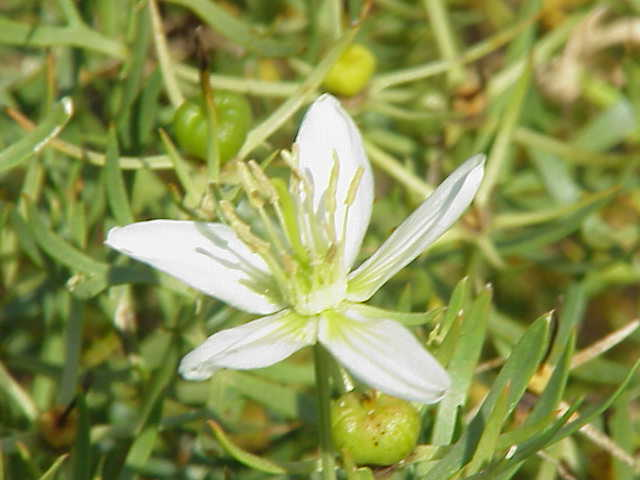
Steppenraute enthält β-Carbolinalkaloide
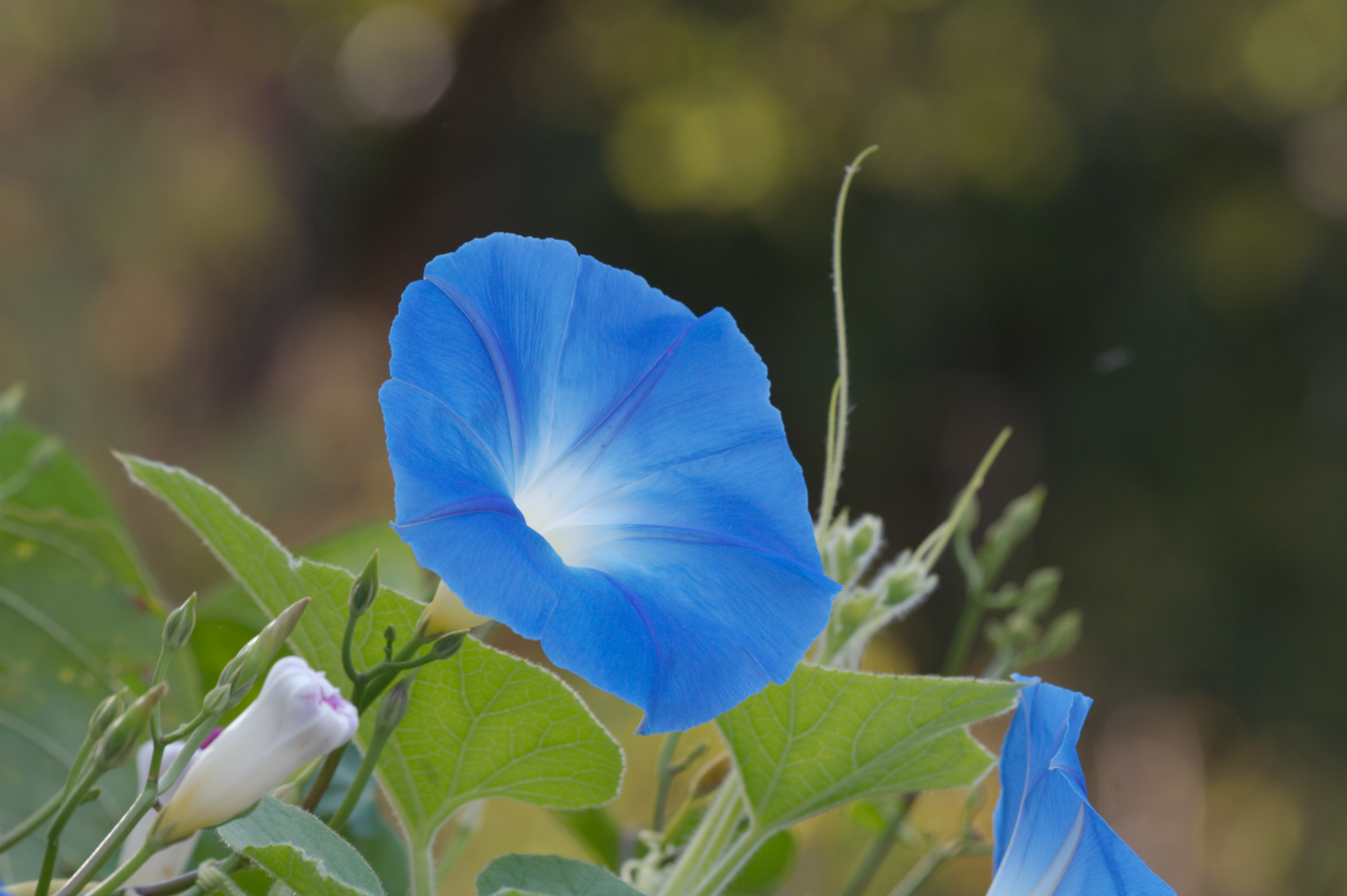
Ipomoea violacea enthält Ergoline
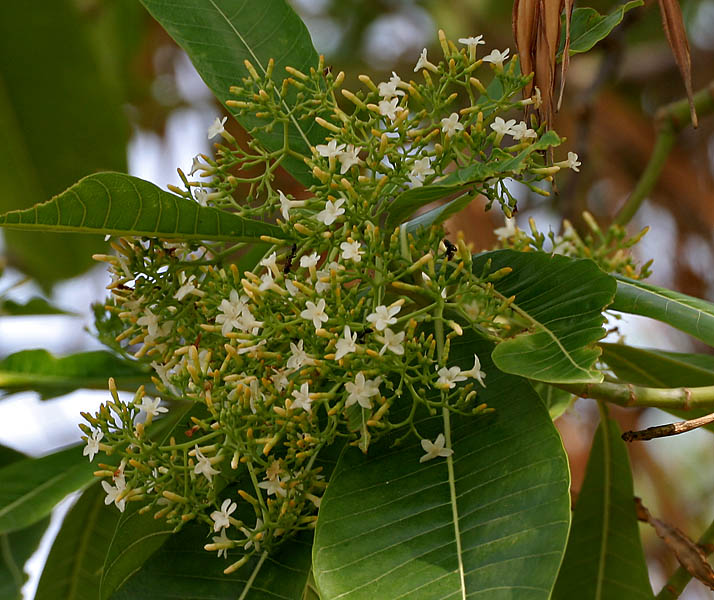
Alstonia macrophylla enthält Corynanthe-Alkaloide
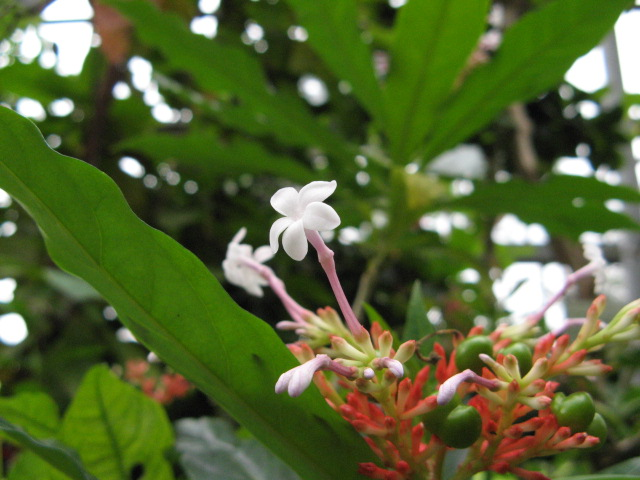
Rauwolfia serpentina enthält Corynanthe-Alkaloide
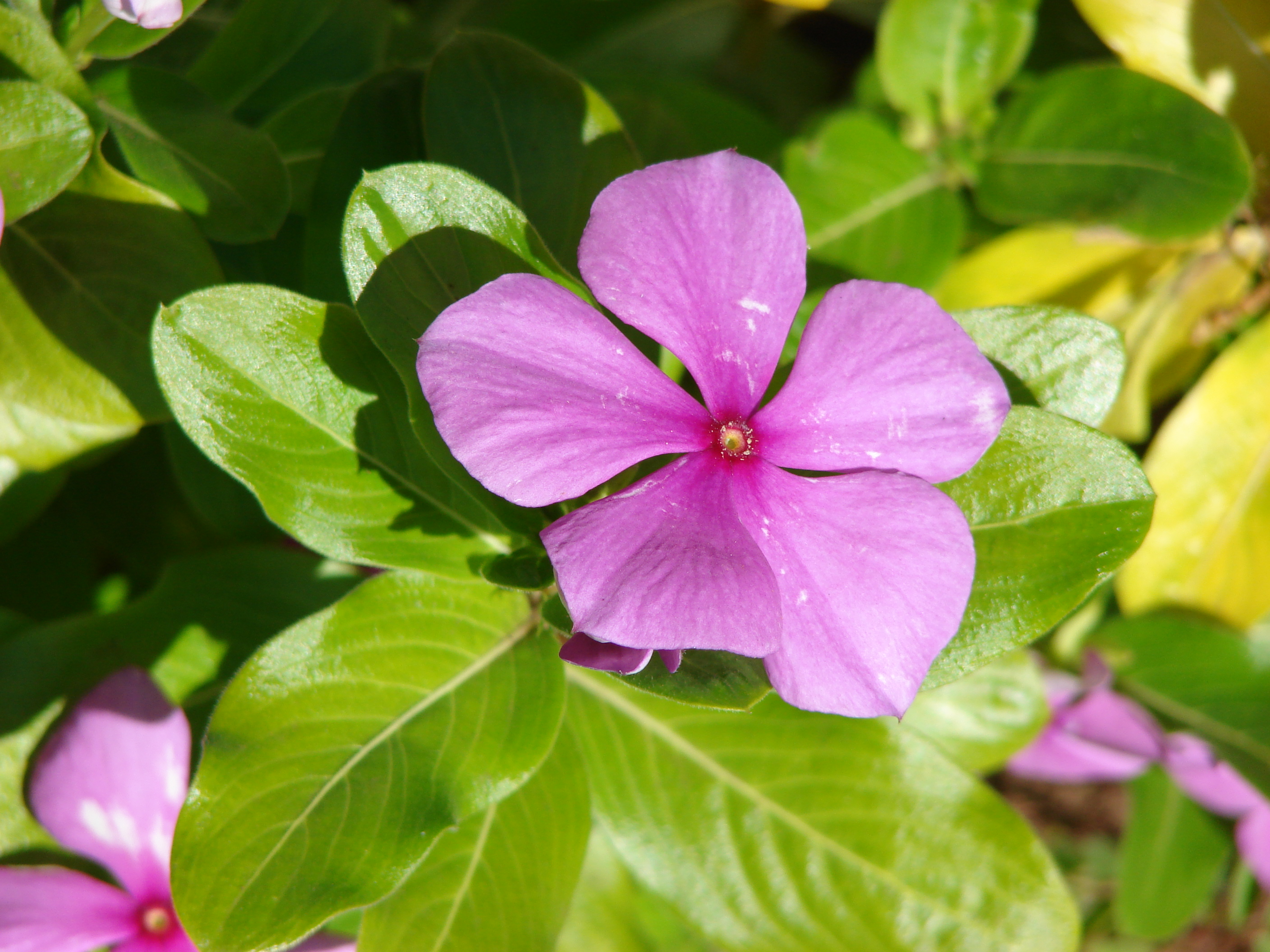
Catharanthus roseus enthält monoterpenoide Indolalkaloide
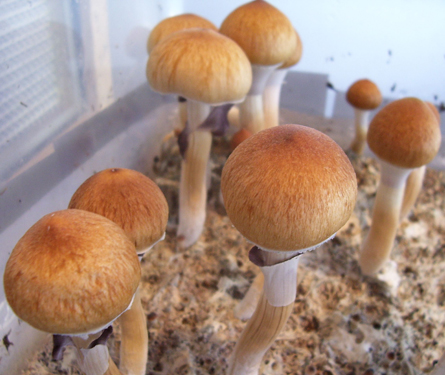
Psilocybe cubensis enthält Psilocybin und Psilocin
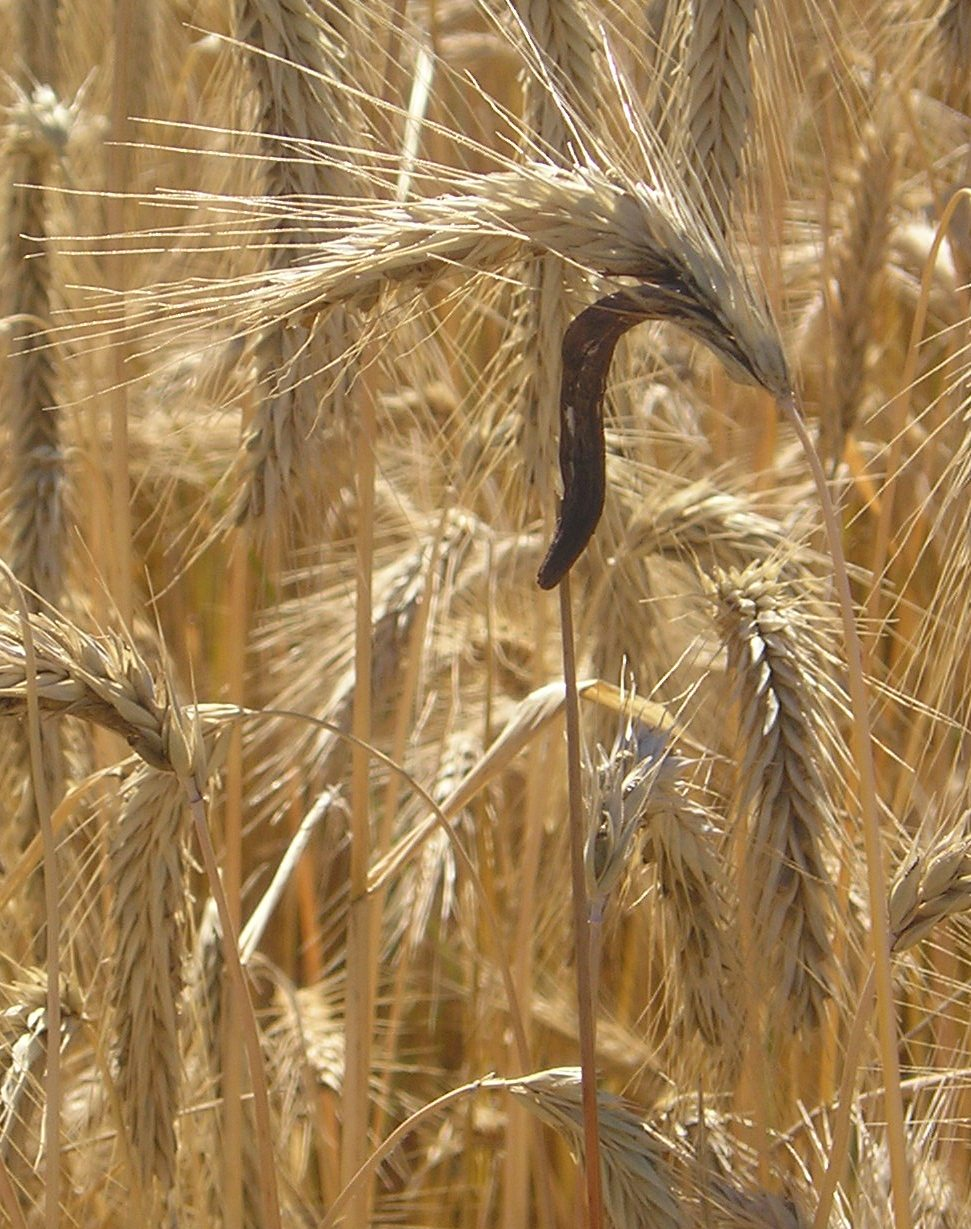
Ergot enthält Ergoline
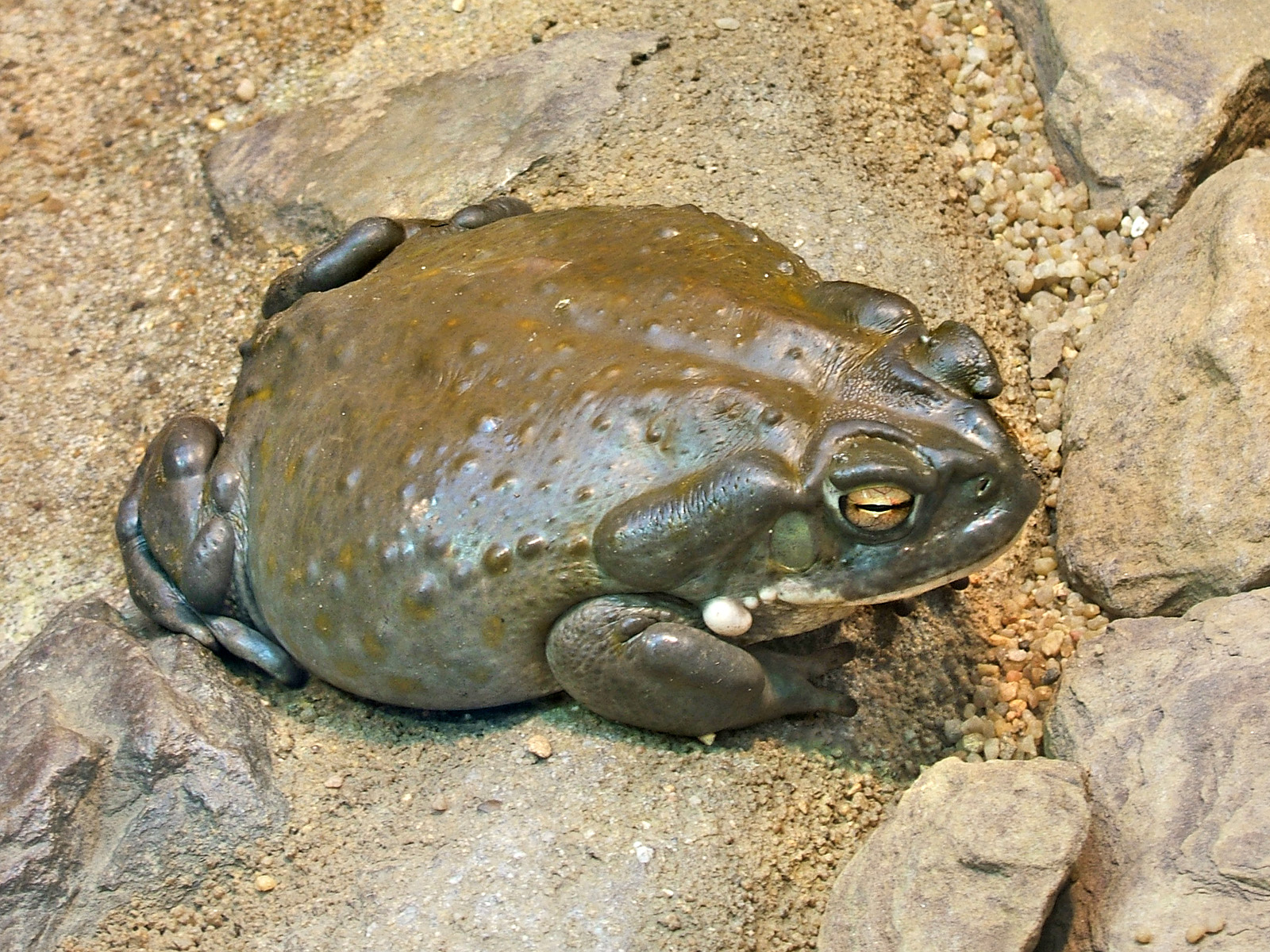
Die Kröte Bufo alvarius enthält Bufotenin und 5-Methoxy-N,N-dimethyltryptamin